# Mount Popomanaseu
Mount Popomanaseu is met 2335 meter de hoogste bergtop van de Salomonseilanden. De berg maakt ligt op het eiland Guadalcanal. Lange tijd gold de westelijk gelegen Mount Makarakomburu als hoogste berg, maar bij nauwkeurige metingen bleek deze berg 25 meter lager te zijn.